# Hamilton (Bermuda)
Hamilton Bermuda fővárosa. Hamilton nevét Sir Henry Hamiltonról, Bermuda 1778 és 1794 közötti kormányzójáról kapta. Annak ellenére, hogy itt található a bermudai adminisztráció központja, népessége csak 969 fő (egyes becslések szerint 1500 fő). Így Hamilton nem a legnépesebb település Bermudán. A városban több nemzetközi vállalat képviselteti magát.

## Történelem
A város történelme 1790-ben kezdődött, amikor a bermudai kormányzat elkülönített 58,7 hektárt a jövőbeni fővárosnak. Az adminisztrációt 1815-ben költöztették át St. George-ból Hamiltonba. Napjainkban a város nagy részében főként kormányzati és üzleti épületek állnak.

## Fordítás
- Ez a szócikk részben vagy egészben  a   Hamilton, Bermuda című angol Wikipédia-szócikk fordításán alapul.  Az eredeti cikk szerkesztőit annak laptörténete sorolja fel. Ez a jelzés csupán a megfogalmazás eredetét és a szerzői jogokat jelzi, nem szolgál a cikkben szereplő információk forrásmegjelöléseként.